# XCMG
Xuzhou Construction Machinery Group Co., Ltd. eller XCMG (kinesisk: 徐工集团; pinyin: Xúgōng Jítuán) er en statsejet kinesisk producent af entreprenørmaskiner og kraner. De har hovedkvarter i Xuzhou, Jiangsu. Virksomheden blev etableret i 1943.